# USS Takanis Bay (CVE-89)
USS Takanis Bay (CVE-89) – amerykański lotniskowiec eskortowy typu Casablanca, który w końcowym okresie II wojny światowej wchodził w skład floty Marynarki Wojennej Stanów Zjednoczonych. Został odznaczony jedną battle star za udział w wojnie na Pacyfiku. 
W czasie wojny pełnił zadania głównie szkolne i kwalifikacyjne.
Po wojnie brał udział w operacji Magic Carpet.